# Jocelin Behiratche
Jocelin Behiratche (Abidjan, 8 maggio 2000) è un calciatore ivoriano, difensore dell'Oleksandrija.

## Biografia
Ha anche un fratello minore, Hermann, anch'egli calciatore.

## Carriera
Dopo aver giocato per due stagioni e mezzo con il Giorgione nell'Eccellenza veneta si è trasferito nella prima divisione albanese al Tirana, dove è rimasto per ulteriori due stagioni e mezzo mettendo a segno complessive 3 reti in 73 partite di campionato giocate.
Il 10 luglio 2023 viene acquistato a titolo definitivo dalla squadra albanese della Dinamo Tirana.
In seguito ha giocato nella prima divisione moldava con lo Sheriff Tiraspol, con cui ha anche vinto una coppa nazionale moldava.

## Statistiche

### Presenze e reti nei club
Statistiche aggiornate al 22 dicembre 2023.
| Stagione        | Squadra         | Campionato      | Campionato | Campionato | Coppe nazionali | Coppe nazionali | Coppe nazionali | Coppe continentali | Coppe continentali | Coppe continentali | Altre coppe | Altre coppe | Altre coppe | Totale | Totale |
| Stagione        | Squadra         | Comp            | Pres       | Reti       | Comp            | Pres            | Reti            | Comp               | Pres               | Reti               | Comp        | Pres        | Reti        | Pres   | Reti   |
| --------------- | --------------- | --------------- | ---------- | ---------- | --------------- | --------------- | --------------- | ------------------ | ------------------ | ------------------ | ----------- | ----------- | ----------- | ------ | ------ |
| gen.-giu. 2021  | Tirana          | KS              | 16         | 1          | CA              | 0               | 0               | -                  | -                  | -                  | -           | -           | -           | 16     | 1      |
| 2021-2022       | Tirana          | KS              | 29         | 1          | CA              | 4               | 0               | -                  | -                  | -                  | -           | -           | -           | 33     | 1      |
| 2022-2023       | Tirana          | KS              | 28         | 1          | CA              | 6               | 0               | UCL+UECL           | 2+2                | 0                  | SA          | 1           | 0           | 39     | 1      |
| Totale Tirana   | Totale Tirana   | Totale Tirana   | 73         | 3          |                 | 10              | 0               |                    | 4                  | 0                  |             | 1           | 0           | 88     | 3      |
| 2023-2024       | Dinamo Tirana   | KS              | 17         | 0          | CA              | 2               | 0               | -                  | -                  | -                  | -           | -           | -           | 19     | 0      |
| Totale carriera | Totale carriera | Totale carriera | 90         | 3          |                 | 12              | 0               |                    | 4                  | 0                  |             | 1           | 0           | 107    | 3      |

## Palmarès

### Club

#### Competizioni nazionali
- Campionato albanese: 1

Tirana: 2021-2022
- Supercoppa d'Albania: 1

Tirana: 2022
- Coppa di Moldavia: 1

Sheriff Tiraspol: 2024-2025